# Vakilbazaar
De Vakilbazaar (Perzisch: بازار وکیل; Bāsār-e Vakīl) is de grootste bazaar van de Iraanse stad Shiraz. De bazaar bevindt zich in het historische centrum van de stad.
Vermoedelijk is de bazaar oorspronkelijk als markt opgezet in de 11e eeuw onder de Buyiden en kreeg haar huidige vorm tijdens de heerschappij van de Atabegs van Fars (de Oğuzische Salghuriden) rond de 12e of 13e eeuw. In de 18e eeuw werd de markt hernoemd naar Zandvorst Karim Khan, die de bazaar sterk liet verbouwen.
De bazaar strekt zich uit over 800 meter en wordt overkoepeld door 74 goedgeplaatste bogen. De talrijke koepelgewelven zijn bedekt met tegels. De bazaar wordt gezien als een meesterwerk van de Perzische architectuur. Een hooggewelfde kruising scheidt de hoofdbazaar van haar oost- en westvleugel. In de bazaar bevinden zich verschillende sfeervolle binnenplaatsen, karavanserais, hamams (waaronder de Vakilhammam) en oude winkeltjes, waar Perzische tapijten, kruiden, koperhandwerken en antiquiteiten worden verkocht, die gelden als de beste van de stad. Rondom de bazaar zijn een aantal moskeeën en imamzadehs gebouwd, waaronder de Vakilmoskee. Bij de verlenging van de Zand Avenue naar het oosten werd een deel van de bazaar gesloopt.

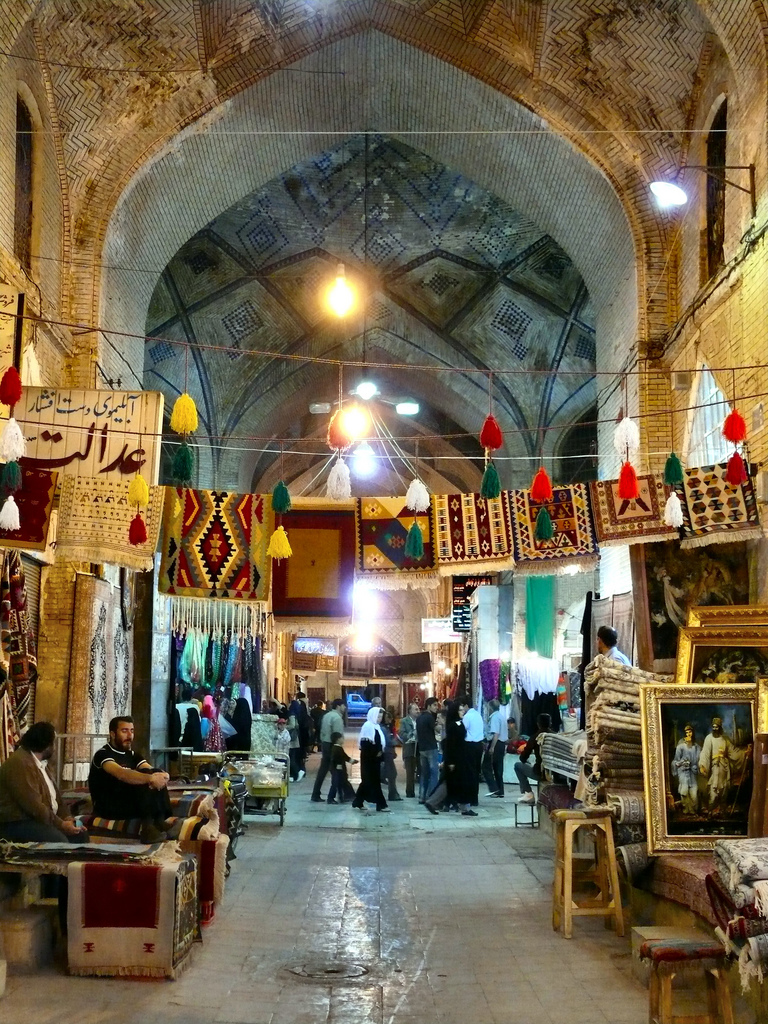
Sfeerbeeld van de Vakilbazaar
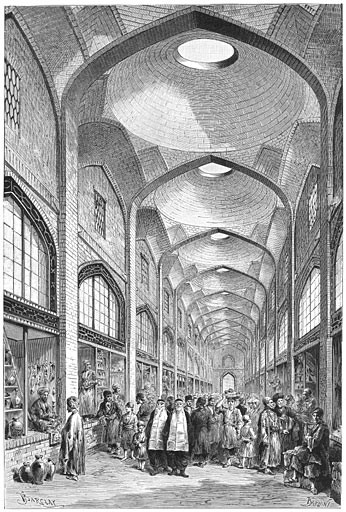
De bazaar op een tekening van archeologe Jane Dieulafoy uit 1881
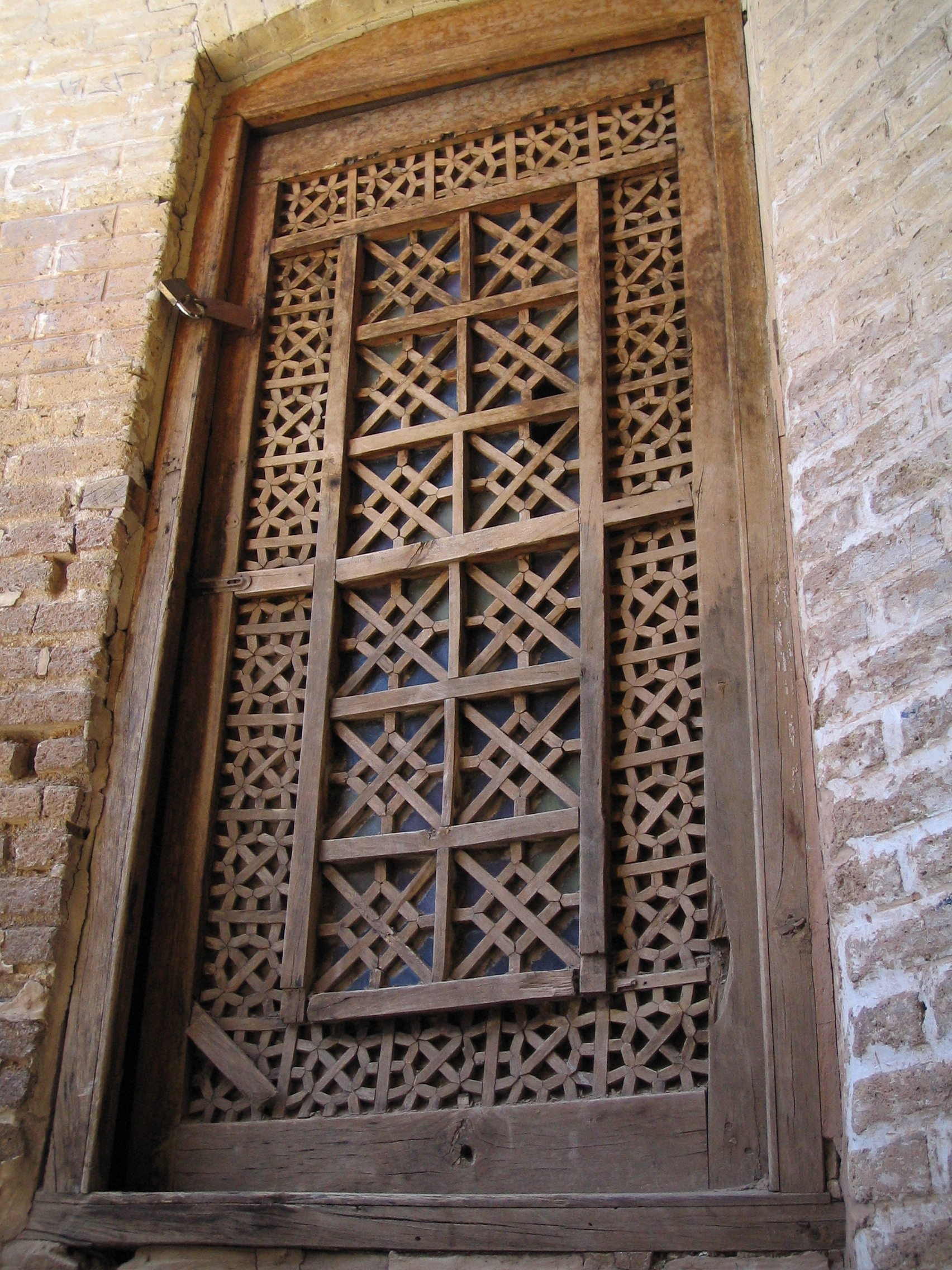
Oude houten mashrabiya in de karavansarai